# Anika Vavić
Anika Vavić (serbisch-kyrillisch Аника Вавић; * 9. November 1975 in Belgrad, Jugoslawien) ist eine serbische Pianistin.

## Leben
Aufgewachsen in Belgrad trat die junge Pianistin Anika Vavić im Alter von acht Jahren erstmals vor größerem Publikum auf. Anika Vavić lebt seit ihrem 16. Lebensjahr in Wien, anfänglich, um bei Noel Flores an der Universität für Musik und darstellende Kunst zu studieren. Im Laufe der Jahre erhielt sie darüber hinaus wichtige künstlerische Impulse durch Elisabeth Leonskaja, Lazar Berman, Oleg Maisenberg, Alexander Satz und Mstislaw Rostropowitsch.
Im Oktober 2001 gewann sie den Zweiten Steinway-Wettbewerb in Wien und in diesem Rahmen auch den Sonderpreis für die beste Haydn-Interpretation. Im November 2001 wurde sie Stipendiatin des Herbert-von-Karajan-Zentrums in Wien und der Gottfried-von-Einem-Stiftung. 2002 verlieh ihr das Land Österreich den Frauen.Kunst.Preis in der Sparte Musik.
Für die Saison 2003/2004 wurde Anika Vavić auf Vorschlag des Wiener Musikvereins und des Wiener Konzerthauses für den renommierten Konzertzyklus Rising Stars ausgewählt, der sie als Solistin in die berühmtesten Konzerthäuser der Welt führte, darunter Carnegie Hall New York, Wigmore Hall London, Concertgebouw Amsterdam, Wiener Musikverein, Kölner Philharmonie, Cité de la musique Paris, Mozarteum Salzburg und Festspielhaus Baden-Baden. Gemeinsam mit dem Musikverein produzierte der ORF hierzu eine CD-Einspielung ihres Recital-Programms. Im Mai 2003 gab Anika Vavić ihr Debüt im Wiener Konzerthaus mit Tschaikowskis b-Moll-Klavierkonzert.
Im Frühling 2004 debütierte sie mit dem Belgrader Radio Symphonie Orchester unter der Leitung von Andrés Orozco-Estrada und bei den Münchner Philharmonikern unter Paavo Järvi (Prokofjews 3. Klavierkonzert), unmittelbar gefolgt von ihren Debüts bei der Schubertiade in Schwarzenberg mit der Wiener Kammerphilharmonie unter der Leitung von Claudius Traunfellner (Mozarts „Jenamy“-Klavierkonzert) und einem Soloabend beim Klavierfestival Ruhr mit Werken von Haydn, Beethoven und Prokofjew.
In der Saison 2004/2005 war Anika Vavić mit Klavierabenden in London, New York, bei der Reihe Next Generation in Dortmund sowie in der Reihe Grandes Pianistas im Teatro Municipal in Santiago de Chile zu hören, aber auch bei Festivals wie dem Heidelberger Frühling, Styriarte Graz, KlangBogen Wien, Grafenegg und wiederum dem Klavierfestival Ruhr, wo sie ein Werk von Johannes Maria Staud zur Uraufführung brachte.
In der Konzertsaison 2005/2006 führte eine Recital Tour mit Werken von Brahms, Schumann und Chopin Vavić nach Tokio und Yaizu in Japan. In Europa tritt Anika Vavić nun regelmäßig mit Recitals im Wiener Musikverein und im Wiener Konzerthaus auf und ist oft in Berlin, London, Belgrad und Moskau zu Gast. Sie führte zum ersten Mal die von Kalevi Aho eigens für sie komponierte Kadenz auf. Im selben Konzert spielte sie Mozarts Doppelkonzert KV 365 mit Gülsin Onay.
Im „Schostakowitsch-Jahr“ 2006 konzertierte sie mit dem 2. Klavierkonzert von Schostakowitsch in Sankt Petersburg beim Stars of the White Nights Festival mit dem Mariinsky Orchester unter der Leitung von Paavo Järvi und mit dem Estonian National Symphony Orchestra – ebenfalls unter der Leitung von Paavo Järvi – beim David Oistrakh Festival in Pärnu, Estland.